# 저항파

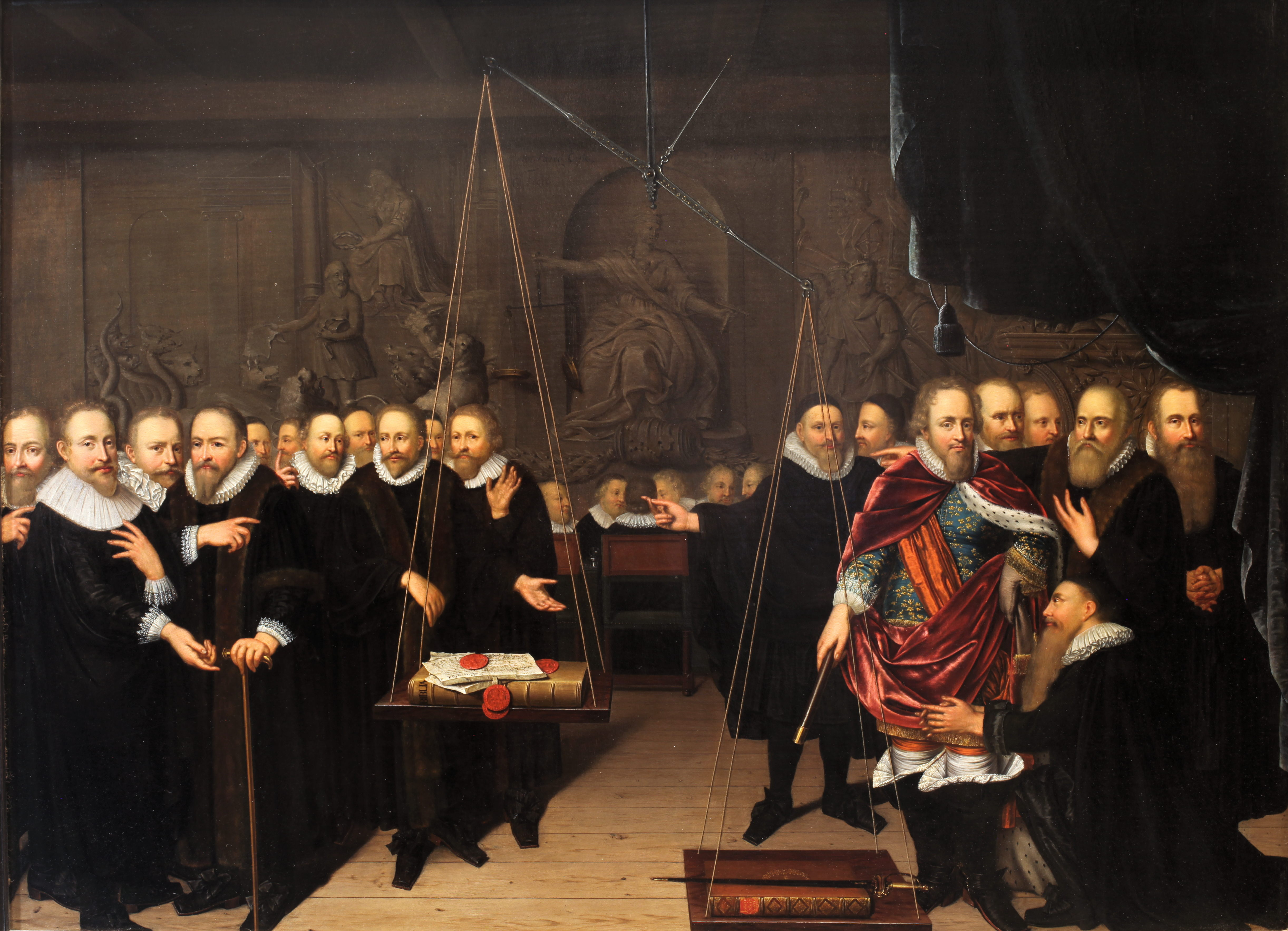
알미니안주의와 그들의 반대파인 네덜란드 개혁교회의 신학적 논쟁에 대한 비유, 1721년 아브라함 반 더 에크 작품. 저항파는 왼쪽에 칼뱅파는 오른쪽에 있는데 칼뱅주의자이 알미니안주의자들 보다도 칼이 있어서 더 무거운 것을 보여준다.

저항파(Remonstrants)는 야코부스 아르미누스의 신학을 지지하는 네덜란드의 개신교도를 지칭한다.  1610년 그들은 알미니안주의 다섯 항변을 네덜란트 국가에 제시하였는데 이는 네덜란드 개혁교회가 채택한 칼뱅주의에 동의하지 않는 견해였다.
약 10000명의 성도가 있는데 2010년 통계에 따르면 네덜란드에 6000명이 있으며 독일의 프라드리스타츠와 슐레스비히-홀슈타인에도 있다. 

## 역사
저항파들의 5개 항목들은 다음과 같다.

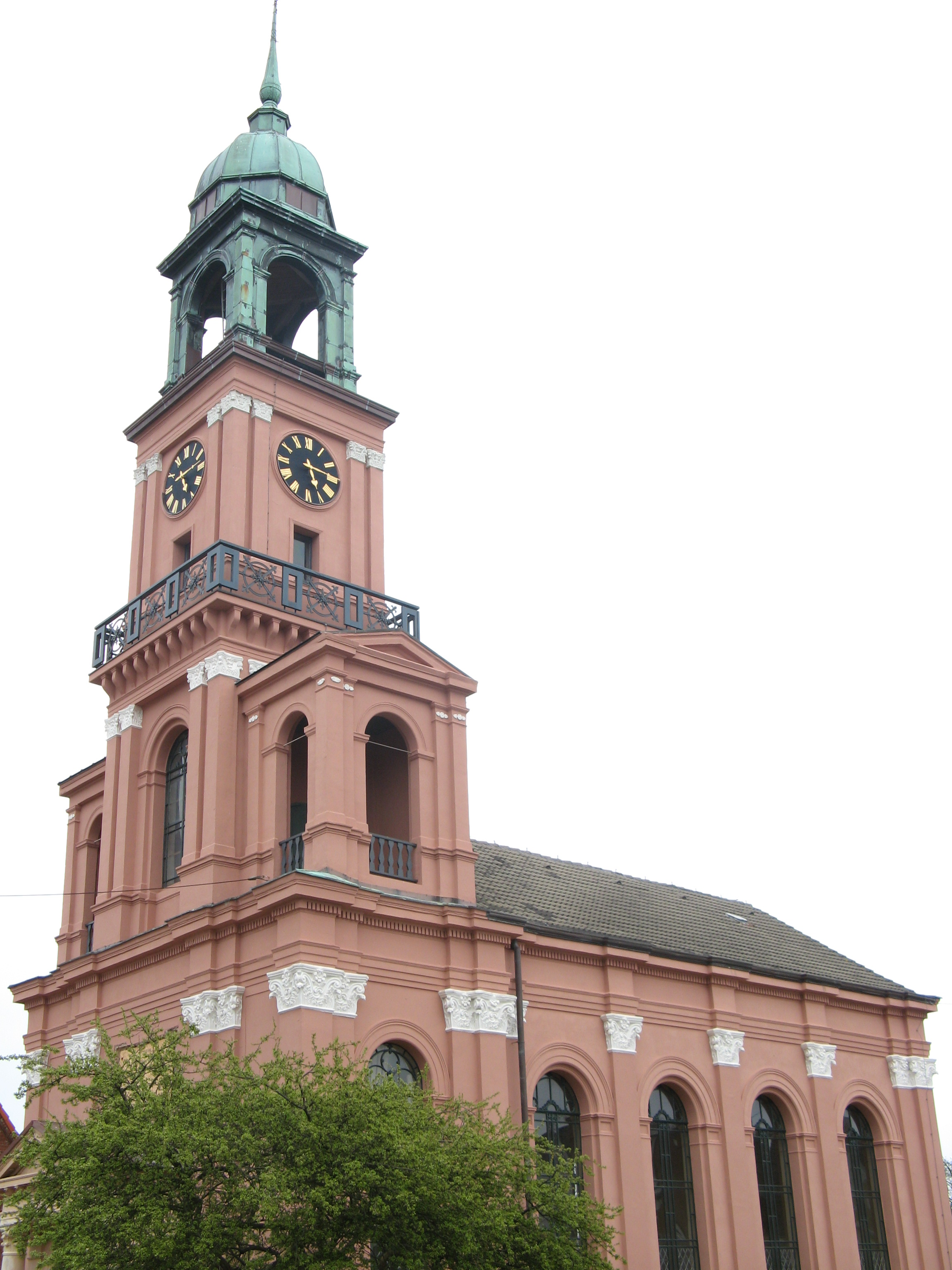
독일 프라드리스타츠에 위치한 저항파 교회

- 1. 예지예정 : 하나님께서 창세전에 예수 그리스도를 믿고 구원받을 자를 예지된 믿음으로 선택하거나 불신앙을 근거로 유기하신다. 예정은 조건적이지 절대적이지 않다.
- 2. 구속 : 그리스도는 예정된 자들만을 위해서가 아니라 모든 사람을 위해서 죽으셨다.
- 3. 죄와 자유의지 : 아담의 타락 이후 인간은 선한 자유의지를 상실했고 스스로 선을 행할 수 없다. 그러나 그리스도의 구원사역에 응답하는 것은 인간의 자유의지이다.
- 4. 은혜 : 하나님의 은혜는 인간 편에서 받아드릴 수도 있고 거절할 수 도 있으며, 불가항력적이라고 말할 수 없다.
- 5. 성도의 견인 : 한번 중생한 성도는 하나님의 은혜로부터 떨어져 나갈 수 없고, 종국에는 반드시 구원에 이른다는 성도의 견인에 관한 가르침은 성경적 근거가 모호하다. 후에는 중생한 신자라도 신앙을 저버리고 구원을 얻지 못할 가능성이 있음을 주장했다.[6]

## 같이 보기
- 아르미니우스설
- 칼뱅주의
- 다섯 기사를!
- 감리교
- 예정(칼빈주의)